# Алтя
Алтя (на естонски: Altja) е село в област Ляяне-Виру, северна Естония. Населението му е 24 души (2011 г.).
Разположено е на брега на Финския залив, на 78 km източно от столицата Талин.